# イルガル・ムシキエフ
イルガル・ムシキエフ（Ilgar Mushkiyev 1990年10月5日- ）は、アゼルバイジャンのギャンジャ出身の柔道選手。階級は60kg級。身長166cm。

## 人物
2009年の世界ジュニア55kg級では決勝で志々目徹に指導2で敗れたが2位となった。その後階級を60kg級に上げると、2011年のワールドマスターズでは3位となった。世界選手権では準々決勝でウズベキスタンのリショド・ソビロフに小外刈で敗れたものの、その後の3位決定戦で韓国の崔光賢を横掛で破って3位となった。2012年はグランプリ・バクーで優勝を飾った。2012年7月のロンドンオリンピックでは初戦で敗れた。

## 主な戦績
55kg級での戦績
- 2009年 - ヨーロッパジュニア　2位
- 2009年 - 世界ジュニア　2位

60kg級での戦績
- 2010年 - ワールドカップ・ミンスク　3位
- 2010年 - ヨーロッパU23柔道選手権大会　3位
- 2011年 - ワールドマスターズ　3位
- 2011年 - ワールドカップ・トビリシ　優勝
- 2011年 - グランプリ・バクー　5位
- 2011年 - ワールドカップ・タリン　優勝
- 2011年 - ワールドカップ・サンパウロ　3位
- 2011年 - 世界選手権　3位
- 2011年 - ワールドカップ・タシュケント　3位
- 2011年 - ワールドカップ・バクー　2位
- 2011年 - グランドスラム・東京　5位
- 2012年 - グランドスラム・パリ　5位
- 2012年 - ワールドカップ・オーヴァーバルト　2位
- 2012年 - グランプリ・バクー　優勝
- 2012年 - グランドスラム・モスクワ　3位
- 2014年 - ヨーロッパ選手権　3位
- 2014年 - グランプリ・アスタナ　3位
- 2014年 - グランプリ・タシュケント　3位
- 2014年 - グランドスラム・アブダビ　3位
- 2015年 - グランプリ・青島　優勝
- 2016年 -　グランドスラム・パリ　2位
- 2016年 - グランプリ・サムスン　3位
- 2016年 - グランプリ・ブダペスト　5位
- 2016年 - グランドスラム・チュメニ 3位

(出典、JudoInside.com)。